# Liste over Sandra Ohs priser og nomineringer
Skabelon:Infobox actor awards
Det følgende er en liste over priser og nomineringer modtaget af den canadisk-amerikanske skuespiller og producer Sandra Oh. Blandt hendes anerkendelser, har hun modtaget to Golden Globe Awards og fire Screen Actors Guild Awards, samt 12 Primetime Emmy Award-nomineringer.

## Større priser

### British Academy Television Awards
| British Academy Television Awards | British Academy Television Awards         | British Academy Television Awards | British Academy Television Awards |
| År                                | Kategori                                  | Nomineret arbejde                 | Resultat                          |
| --------------------------------- | ----------------------------------------- | --------------------------------- | --------------------------------- |
| 2019                              | Best Television Actress in a Leading Role | Killing Eve                       | Nomineret                         |

### Critics' Choice Awards
| Critics' Choice Awards | Critics' Choice Awards                    | Critics' Choice Awards | Critics' Choice Awards |
| År                     | Kategori                                  | Nomineret arbejde      | Resultat               |
| ---------------------- | ----------------------------------------- | ---------------------- | ---------------------- |
| 2004                   | Best Acting by an Ensemble in a Movie     | Sideways               | Vundet                 |
| 2018                   | Best Actress in a Television Series Drama | Killing Eve            | Vundet                 |

### Golden Globe Awards
| Golden Globe Awards | Golden Globe Awards                                             | Golden Globe Awards | Golden Globe Awards |
| År                  | Kategori                                                        | Nomineret arbejde   | Resultat            |
| ------------------- | --------------------------------------------------------------- | ------------------- | ------------------- |
| 2005                | Best Supporting Actress – Series, Miniseries or Television Film | Grey's Anatomy      | Vundet              |
| 2019                | Best Actress – Television Series Drama                          | Killing Eve         | Vundet              |

### Primetime Emmy Awards
| Primetime Emmy Awards | Primetime Emmy Awards                               | Primetime Emmy Awards    | Primetime Emmy Awards |
| År                    | Kategori                                            | Nomineret arbejde        | Resultat              |
| --------------------- | --------------------------------------------------- | ------------------------ | --------------------- |
| 2005                  | Outstanding Supporting Actress in a Drama Series    | Grey's Anatomy           | Nomineret             |
| 2006                  | Outstanding Supporting Actress in a Drama Series    | Grey's Anatomy           | Nomineret             |
| 2007                  | Outstanding Supporting Actress in a Drama Series    | Grey's Anatomy           | Nomineret             |
| 2008                  | Outstanding Supporting Actress in a Drama Series    | Grey's Anatomy           | Nomineret             |
| 2009                  | Outstanding Supporting Actress in a Drama Series    | Grey's Anatomy           | Nomineret             |
| 2018                  | Outstanding Lead Actress in a Drama Series          | Killing Eve              | Nomineret             |
| 2019                  | Outstanding Lead Actress in a Drama Series          | Killing Eve              | Nomineret             |
| 2019                  | Outstanding Drama Series (as co-executive producer) | Killing Eve              | Nomineret             |
| 2019                  | Outstanding Guest Actress in a Comedy Series        | Saturday Night Live      | Nomineret             |
| 2019                  | Outstanding Variety Special (Live) (as host)        | 76th Golden Globe Awards | Nomineret             |
| 2020                  | Outstanding Lead Actress in a Drama Series          | Killing Eve              | Nomineret             |
| 2020                  | Outstanding Drama Series (as co-executive producer) | Killing Eve              | Nomineret             |

### Screen Actors Guild Awards
| Screen Actors Guild Awards | Screen Actors Guild Awards                                  | Screen Actors Guild Awards | Screen Actors Guild Awards |
| År                         | Kategori                                                    | Nomineret arbejde          | Resultat                   |
| -------------------------- | ----------------------------------------------------------- | -------------------------- | -------------------------- |
| 2004                       | Outstanding Performance by a Cast in a Motion Picture       | Sideways                   | Vundet                     |
| 2005                       | Outstanding Performance by a Female Actor in a Drama Series | Grey's Anatomy             | Vundet                     |
| 2005                       | Outstanding Performance by an Ensemble in a Drama Series    | Grey's Anatomy             | Nomineret                  |
| 2006                       | Outstanding Performance by an Ensemble in a Drama Series    | Grey's Anatomy             | Vundet                     |
| 2007                       | Outstanding Performance by an Ensemble in a Drama Series    | Grey's Anatomy             | Nomineret                  |
| 2018                       | Outstanding Performance by a Female Actor in a Drama Series | Killing Eve                | Vundet                     |

## Andre priser

### Boston Society of Film Critics Awards
| Boston Society of Film Critics | Boston Society of Film Critics | Boston Society of Film Critics | Boston Society of Film Critics |
| År                             | Kategori                       | Nomineret arbejde              | Resultat                       |
| ------------------------------ | ------------------------------ | ------------------------------ | ------------------------------ |
| 2004                           | Best Cast                      | Sideways                       | Vundet                         |

### CableACE Awards
| CableACE Awards | CableACE Awards            | CableACE Awards   | CableACE Awards |
| År              | Kategori                   | Nomineret arbejde | Resultat        |
| --------------- | -------------------------- | ----------------- | --------------- |
| 1997            | Actress in a Comedy Series | Arli$$            | Vundet          |

### Dorian Awards
| Dorian Awards | Dorian Awards                        | Dorian Awards     | Dorian Awards |
| År            | Kategori                             | Nomineret arbejde | Resultat      |
| ------------- | ------------------------------------ | ----------------- | ------------- |
| 2018          | TV Performance of the Year – Actress | Killing Eve       | Vundet        |

### Festival International de Programmes Audiovisuels
| Festival International de Programmes Audiovisuels | Festival International de Programmes Audiovisuels | Festival International de Programmes Audiovisuels | Festival International de Programmes Audiovisuels |
| År                                                | Kategori                                          | Nomineret arbejde                                 | Resultat                                          |
| ------------------------------------------------- | ------------------------------------------------- | ------------------------------------------------- | ------------------------------------------------- |
| 1995                                              | Fiction: Actress                                  | The Diary of Evelyn Lau                           | Vundet                                            |

### Gemini Awards
| Gemini Awards | Gemini Awards                                                                         | Gemini Awards           | Gemini Awards |
| År            | Kategori                                                                              | Nomineret arbejde       | Resultat      |
| ------------- | ------------------------------------------------------------------------------------- | ----------------------- | ------------- |
| 1995          | Best Performance by an Actress in a Leading Role in a Dramatic Program or Mini-Series | The Diary of Evelyn Lau | Nomineret     |

### Genie Awards
| Genie Awards | Genie Awards                                     | Genie Awards      | Genie Awards |
| År           | Kategori                                         | Nomineret arbejde | Resultat     |
| ------------ | ------------------------------------------------ | ----------------- | ------------ |
| 1994         | Best Performance by an Actress in a Leading Role | Double Happiness  | Vundet       |
| 1998         | Best Performance by an Actress in a Leading Role | Last Night        | Vundet       |

### Gold Derby Awards
| Gold Derby Awards | Gold Derby Awards         | Gold Derby Awards   | Gold Derby Awards |
| År                | Kategori                  | Nomineret arbejde   | Resultat          |
| ----------------- | ------------------------- | ------------------- | ----------------- |
| 2004              | Best Film Ensemble        | Sideways            | Nomineret         |
| 2006              | Drama Supporting Actress  | Grey's Anatomy      | Nomineret         |
| 2006              | Ensemble of the Year      | Grey's Anatomy      | Nomineret         |
| 2007              | Drama Supporting Actress  | Grey's Anatomy      | Nomineret         |
| 2007              | Ensemble of the Year      | Grey's Anatomy      | Nomineret         |
| 2012              | Drama Supporting Actress  | Grey's Anatomy      | Nomineret         |
| 2018              | Best Dramatic Actress     | Killing Eve         | Nomineret         |
| 2019              | Best Comedy Guest Actress | Saturday Night Live | Nomineret         |
| 2019              | Best Dramatic Actress     | Killing Eve         | Nomineret         |

### Governor General's Performing Arts Awards
| Governor General's Performing Arts Award | Governor General's Performing Arts Award | Governor General's Performing Arts Award | Governor General's Performing Arts Award |
| År                                       | Kategori                                 | Nomineret arbejde                        | Resultat                                 |
| ---------------------------------------- | ---------------------------------------- | ---------------------------------------- | ---------------------------------------- |
| 2019                                     | National Arts Centre Award               | N/A                                      | Vundet                                   |

### Gracie Awards
| Gracie Award | Gracie Award                      | Gracie Award      | Gracie Award |
| År           | Kategori                          | Nomineret arbejde | Resultat     |
| ------------ | --------------------------------- | ----------------- | ------------ |
| 2019         | Actress in a Leading Role – Drama | Killing Eve       | Vundet       |

### Hollywood Reel Independent Film Festival
| Hollywood Reel Independent Film Festival Awards | Hollywood Reel Independent Film Festival Awards | Hollywood Reel Independent Film Festival Awards | Hollywood Reel Independent Film Festival Awards |
| År                                              | Kategori                                        | Nomineret arbejde                               | Resultat                                        |
| ----------------------------------------------- | ----------------------------------------------- | ----------------------------------------------- | ----------------------------------------------- |
| 2016                                            | Best Actress in a Short                         | The Scarecrow                                   | Vundet                                          |

### Monte-Carlo TV Festival
| Golden Nymph Award | Golden Nymph Award                 | Golden Nymph Award | Golden Nymph Award |
| År                 | Kategori                           | Nomineret arbejde  | Resultat           |
| ------------------ | ---------------------------------- | ------------------ | ------------------ |
| 2007               | Outstanding Actress – Drama Series | Grey's Anatomy     | Nomineret          |
| 2019               | Outstanding Actress – Drama Series | Killing Eve        | Nomineret          |

### MTV Movie & TV Awards
| MTV Movie & TV Awards | MTV Movie & TV Awards | MTV Movie & TV Awards | MTV Movie & TV Awards |
| År                    | Kategori              | Nomineret arbejde     | Resultat              |
| --------------------- | --------------------- | --------------------- | --------------------- |
| 2021                  | Best Kiss             | Killing Eve           | Nomineret             |

### NAACP Image Awards
| NAACP Image Awards | NAACP Image Awards                                | NAACP Image Awards | NAACP Image Awards |
| År                 | Kategori                                          | Nomineret arbejde  | Resultat           |
| ------------------ | ------------------------------------------------- | ------------------ | ------------------ |
| 2001               | Outstanding Supporting Actress in a Comedy Series | Arliss             | Nomineret          |
| 2010               | Outstanding Actress in a Drama Series             | Grey's Anatomy     | Nomineret          |
| 2011               | Outstanding Supporting Actress in a Drama Series  | Grey's Anatomy     | Nomineret          |
| 2012               | Outstanding Actress in a Drama Series             | Grey's Anatomy     | Nomineret          |

### People's Choice Awards
| People's Choice Awards | People's Choice Awards             | People's Choice Awards | People's Choice Awards |
| År                     | Kategori                           | Nomineret arbejde      | Resultat               |
| ---------------------- | ---------------------------------- | ---------------------- | ---------------------- |
| 2011                   | Favourite TV Doctor                | Grey's Anatomy         | Nomineret              |
| 2011                   | Favourite TV Drama Actress         | Grey's Anatomy         | Nomineret              |
| 2014                   | Favourite TV Drama Actress         | Grey's Anatomy         | Nomineret              |
| 2014                   | Favourite TV Gal Pals              | Grey's Anatomy         | Nomineret              |
| 2015                   | Favorite TV Character We Miss Most | Grey's Anatomy         | Vundet                 |

### Phoenix Film Critics Society Awards
| Phoenix Film Critics Society Awards | Phoenix Film Critics Society Awards | Phoenix Film Critics Society Awards | Phoenix Film Critics Society Awards |
| År                                  | Kategori                            | Nomineret arbejde                   | Resultat                            |
| ----------------------------------- | ----------------------------------- | ----------------------------------- | ----------------------------------- |
| 2004                                | Best Cast                           | Sideways                            | Vundet                              |

### Satellite Awards
| Satellite Awards | Satellite Awards                                                                   | Satellite Awards  | Satellite Awards |
| År               | Kategori                                                                           | Nomineret arbejde | Resultat         |
| ---------------- | ---------------------------------------------------------------------------------- | ----------------- | ---------------- |
| 2004             | Best Ensemble Cast – Motion Picture                                                | Sideways          | Vundet           |
| 2005             | Best Supporting Actress – Series, Miniseries or Motion Picture Made for Television | Grey's Anatomy    | Nomineret        |
| 2006             | Best Ensemble Cast – Television                                                    | Grey's Anatomy    | Vundet           |
| 2018             | Best Actress – Television Series Drama                                             | Killing Eve       | Nomineret        |
| 2019             | Best Actress – Television Series Drama                                             | Killing Eve       | Nomineret        |
| 2020             | Best Actress – Television Series Drama                                             | Killing Eve       | Nomineret        |

### Saturn Awards
| Saturn Awards | Saturn Awards                          | Saturn Awards     | Saturn Awards |
| År            | Kategori                               | Nomineret arbejde | Resultat      |
| ------------- | -------------------------------------- | ----------------- | ------------- |
| 2019          | Best Action-Thriller Television Series | Killing Eve       | Nomineret     |
| 2019          | Best Television Lead Actress           | Killing Eve       | Nomineret     |

### Television Critics Association Awards
| Television Critics Association Awards | Television Critics Association Awards | Television Critics Association Awards | Television Critics Association Awards |
| År                                    | Kategori                              | Nomineret arbejde                     | Resultat                              |
| ------------------------------------- | ------------------------------------- | ------------------------------------- | ------------------------------------- |
| 2018                                  | Individual Achievement in Drama       | Killing Eve                           | Nomineret                             |